# Margaret Drabble
Margaret Drabble, född 5 juni 1939 i Sheffield, South Yorkshire, är en brittisk författare.
Margaret Drabble är dotter till juristen och författaren John F. Drabble och läraren Kathleen Marie Bloor, yngre syster till författaren och kritikern Antonia Byatt och äldre syster till konsthistorikern Helen Langdon och juristen Richard Drabble.
Hon studerade engelsk litteraturhistoria i Cambridge och har gett ut romaner, noveller och skådespel, arbetat som litteraturkritiker samt redigerat The Oxford Companion to English Literature.
Bland hennes mest kända romaner märks Kvarnstenen ('The Millstone'; 1966), Den strålande vägen ('The Radiant Way'; 1987) och Elfenbensporten ('The Gates of Ivory'; 1992).
Margaret Drabble var gift med skådespelaren Clive Swift 1960–1975. Paret fick tre barn, bland andra trädgårdsmästaren och tevepersonen Joe Swift, akademikern Adam Swift och Rebecca Swift, som var ansvarig för The Literary Consultancy. Hon gifte sig för andra gången 1982 med författaren Michael Holroyd.